# Shawnee (Kansas)
Shawnee ist eine Stadt im Johnson County im US-Bundesstaat Kansas. Das U.S. Census Bureau hat bei der Volkszählung 2020 eine Einwohnerzahl von 67.311 ermittelt. 
Shawnee ist Bestandteil der Metropolregion Kansas City.

## Geografie
Shawnee befindet sich im Nordwesten Johnson Countys und zählt damit zu den Vorstädten Kansas Citys.

## Bevölkerungsentwicklung
| Jahr | Bevölkerung |
| ---- | ----------- |
| 1930 | 0553        |
| 1940 | 0597        |
| 1950 | 0845        |
| 1960 | 09.072      |
| 1970 | 20.946      |
| 1980 | 29.653      |
| 1990 | 37.993      |
| 2000 | 47.996      |
| 2010 | 62.209      |
| 2020 | 67.311      |

## Geschichte
Der Ort wurde nach einem indianischen Stamm, den Shawnee benannt, die um 1820 in dieses Gebiet umgesiedelt wurden. 

## Partnerstädte
- Erfurt, Deutschland
- Pittem, Belgien
- Listowel, County Kerry, Irland